# Aleuromarginatus thirumurthiensis
Aleuromarginatus thirumurthiensis es un hemíptero de la familia Aleyrodidae, con una subfamilia: Aleyrodinae.
Fue descrita científicamente por primera vez por David en 1988.